# Albert Klücher
Albert Klücher, vollständig Karl Albert Louis Klücher oder Karl Albert Luis Klücher (* 22. Dezember 1847 in Reppen, Kreis Sternberg, Provinz Brandenburg; † 14. Juni 1923 in Eutin) war ein deutscher Architekt und Leiter einer Fachschule für Hochbau und Maschinenbau.

## Leben
Albert Klücher war ein Sohn des Reppener Ratszimmermeisters Franz Klücher. Nach dem Besuch der Besuch der Baugewerkschule Siegen studierte er von 1868 bis 1870 und von 1873 bis 1874 an der Polytechnischen Schule Hannover als Schüler von Conrad Wilhelm Hase.
Nach seinen Studien arbeitete Klücher als Architekt in Hannover und leitete dort als Direktor die im Haus Gerhardtstraße 25 betriebene Bautechnische Fachschule Hannover. Diese stellte ihren Betrieb am 6. September 1879 ein; stattdessen übernahm Klücher zum 1. Oktober 1879 das zuvor privat unterhaltene und ab dem Zeitpunkt von der Stadt Münder Deister betriebene Technikum Münder.
Nachdem Klücher zeitweilig als Architekt in Hamburg tätig war, gründete er 1895 das Technikum Eutin als privat betriebene Baugewerk- und Maschinenbauschule, deren Studiengänge mit Praktika verbunden waren, und übernahm als Direktor auch die Leitung der Privatschule. Im gleichen Jahr wurde er mit der Leitung der städtischen Gewerbeschule beauftragt.
Sein Sohn Albert Klücher (junior) (* vor 1889; † nach 1956) wurde gleichfalls Architekt und Leiter des Technikums Eutin, das 1934 geschlossen wurde. Ebenso war sein Sohn, der Ingenieur August Klücher (* 1879) als Lehrer am Technikum tätig und wurde 1919 erster hauptamtlicher Leiter der städtischen Gewerbeschule Eutin.

## Ehrungen
- Das Großherzogtum Oldenburg verlieh ihm 1879 den Ehrentitel Baurat.[6]
- Der Baurat-Klücher-Weg in Eutin wurde nach ihm benannt.[2]

## Werk

### Bauten

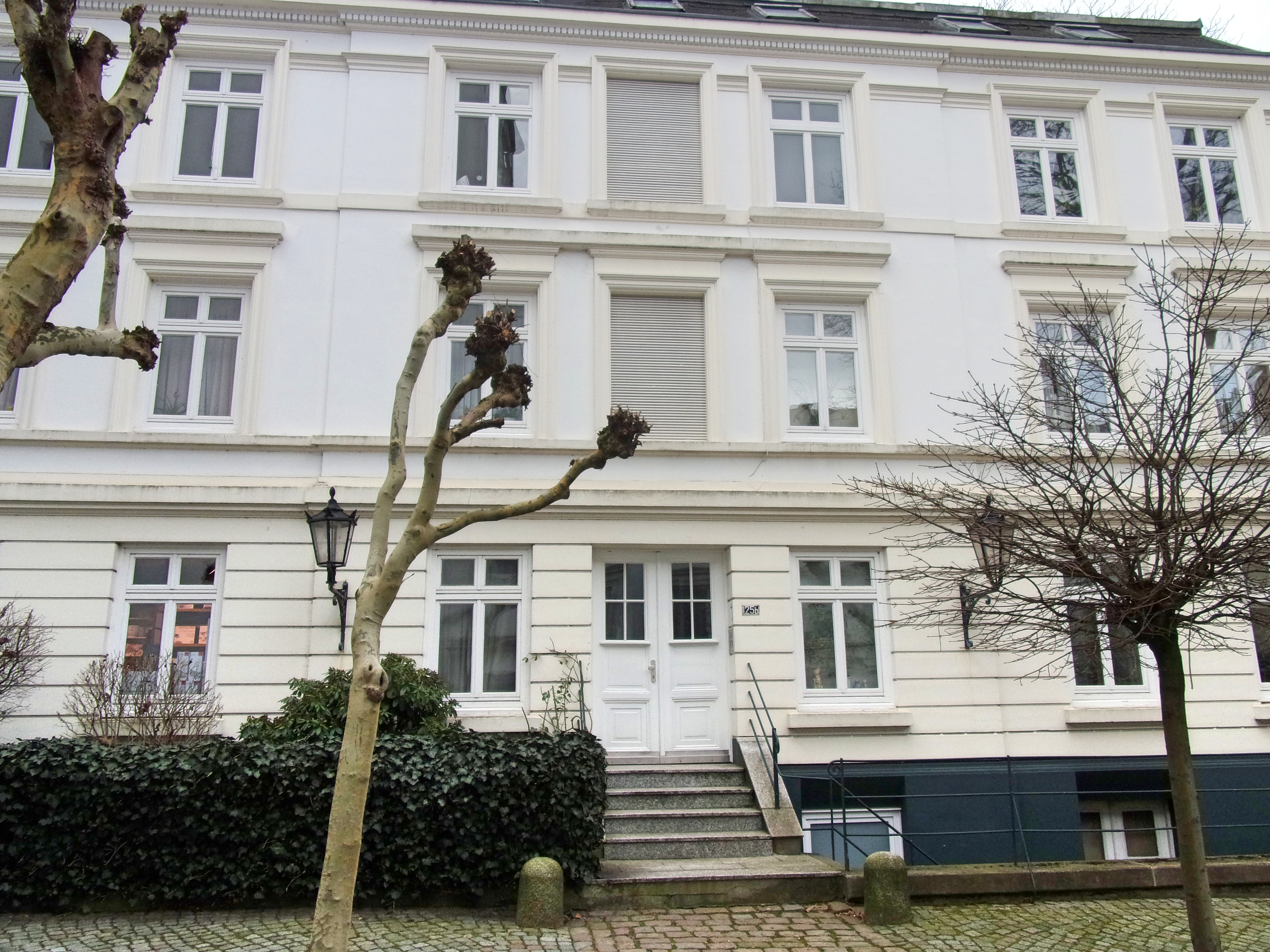
Mittelweg 125 b in Hamburg-Rotherbaum

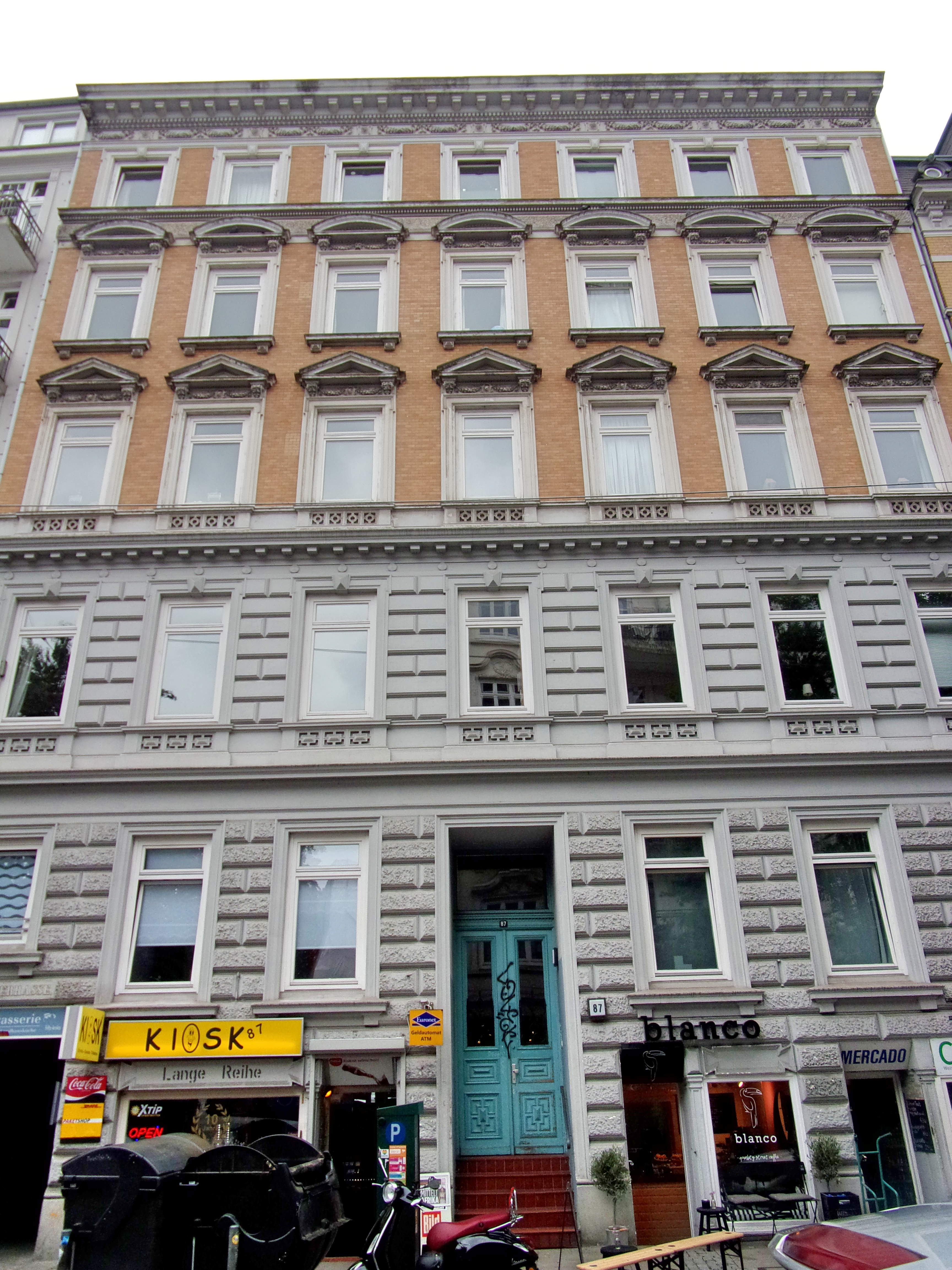
Lange Reihe 87 in Hamburg-St. Georg

- vor 1895, teils in Kooperation mit dem Architekten R. Cordts: Wohn- und Geschäftshäuser in Hamburg[2]
  - Colonnaden 15 in Hamburg-Innenstadt
  - Mittelweg 125 b in Hamburg-Rotherbaum
  - Rappstraße 13 in Hamburg-Rotherbaum
  - Lange Reihe 87 in Hamburg-St. Georg
- 1910–1912, in Kooperation mit dem Architekten Oskar Fischer: Reihen-Wohnhäuser Carl-Maria-von-Weber-Straße 9, 11, 13, 15, 17 in Eutin (erhalten)[2]
- 1913, gemeinsam mit dem in Eutin tätigen Architekten Waldvogel: Bismarckturm am Vierer See bei Bösdorf, Gut Waldshagen (teilweise erhalten)[7]

### Schriften
- Eislager in städtischen Kellern. In: Baugewerks-Zeitung. Zeitschrift für praktisches Bauwesen, 22. Jahrgang 1890, Nr. 2, S. 351.[2]
- Von den russischen Schornsteinen. In: Thonindustrie-Zeitung, 14. Jahrgang 1890, Nr. 48, S. 740.[2]
- Die Bauschulen und ihre Bedürfnisse für unsere heutige Zeit. Eine Abhandlung aus der Praxis für die Praxis. Hamburg 1895.[2]
- Alte Bauern- und Bürgerhäuser im Fürstentum Lübeck. Eutin 1910.[2]